# 浄国寺 (香取市)
浄国寺（じょうこくじ）は、千葉県香取市佐原にある日蓮宗の寺院。山号は長妙山。旧本山は沢真浄寺、奠師法縁（奠統会）。

## 歴史
永禄年間（1558年 - 1570年）浄妙院日施（丹波（京都府の一部）出身で下総（千葉県の一部）矢作の領主永澤伊豆守）が開山する。享保10年（1726年）佐原村の上寺宿から現在地に移転する。天明年間（1781年―1789年）現存する山門が再建される。明治21年（1888年）火災で山門を残し諸堂を焼失するが翌明治22年（1889年）に本堂が再建される。現在の本堂は平成19年（2007年）に再建されたものである。

## 境内

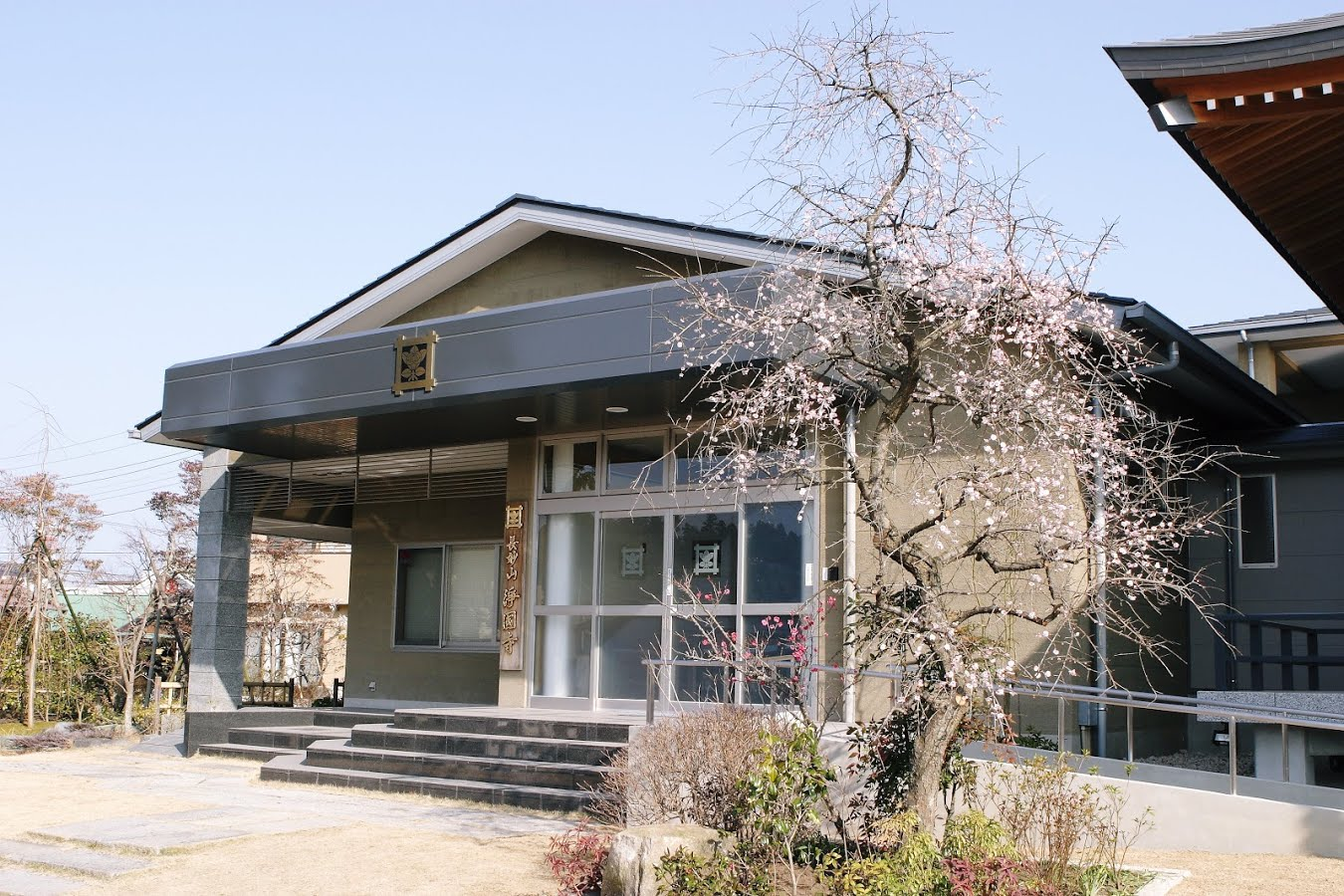
客殿
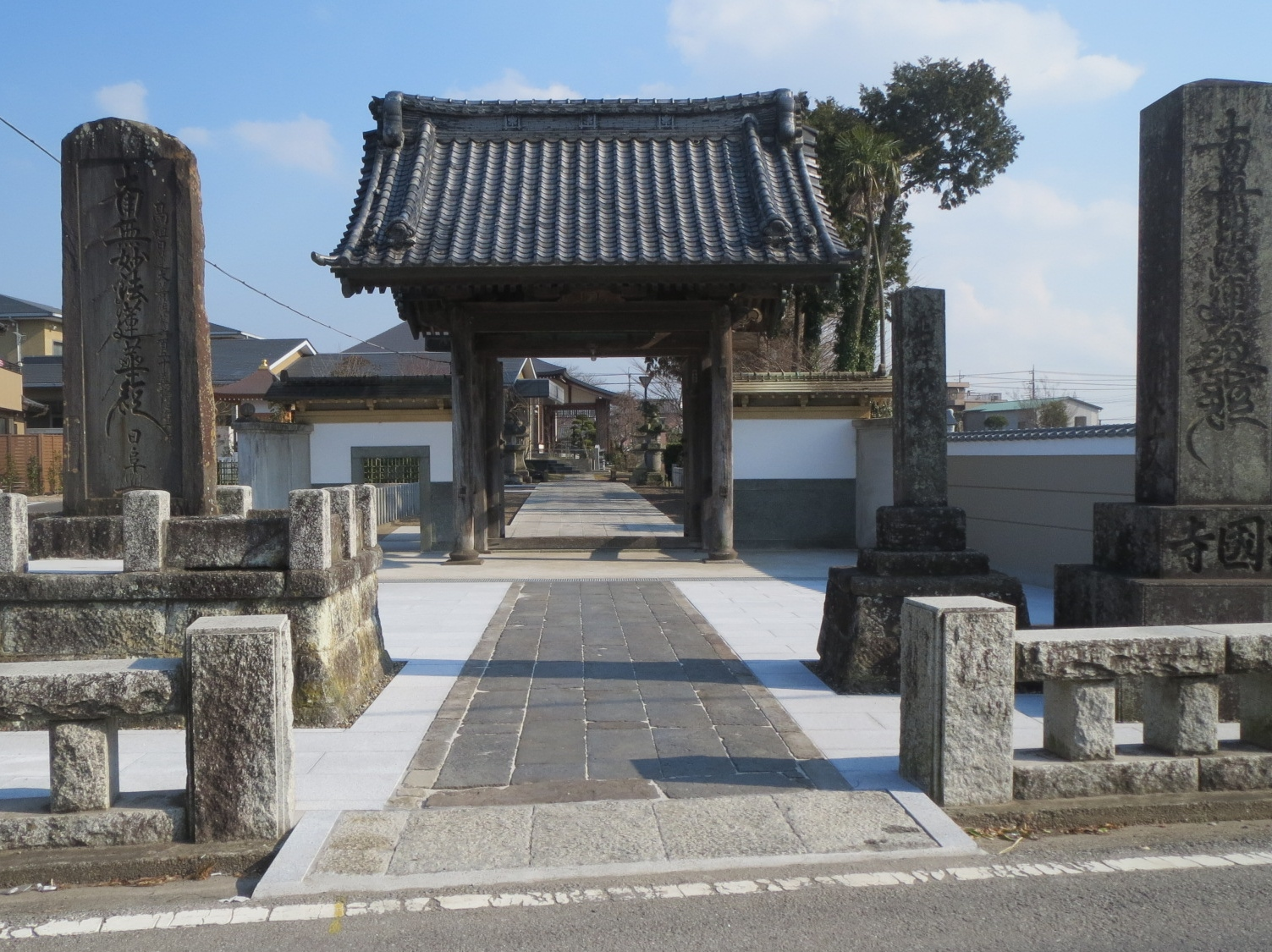
山門
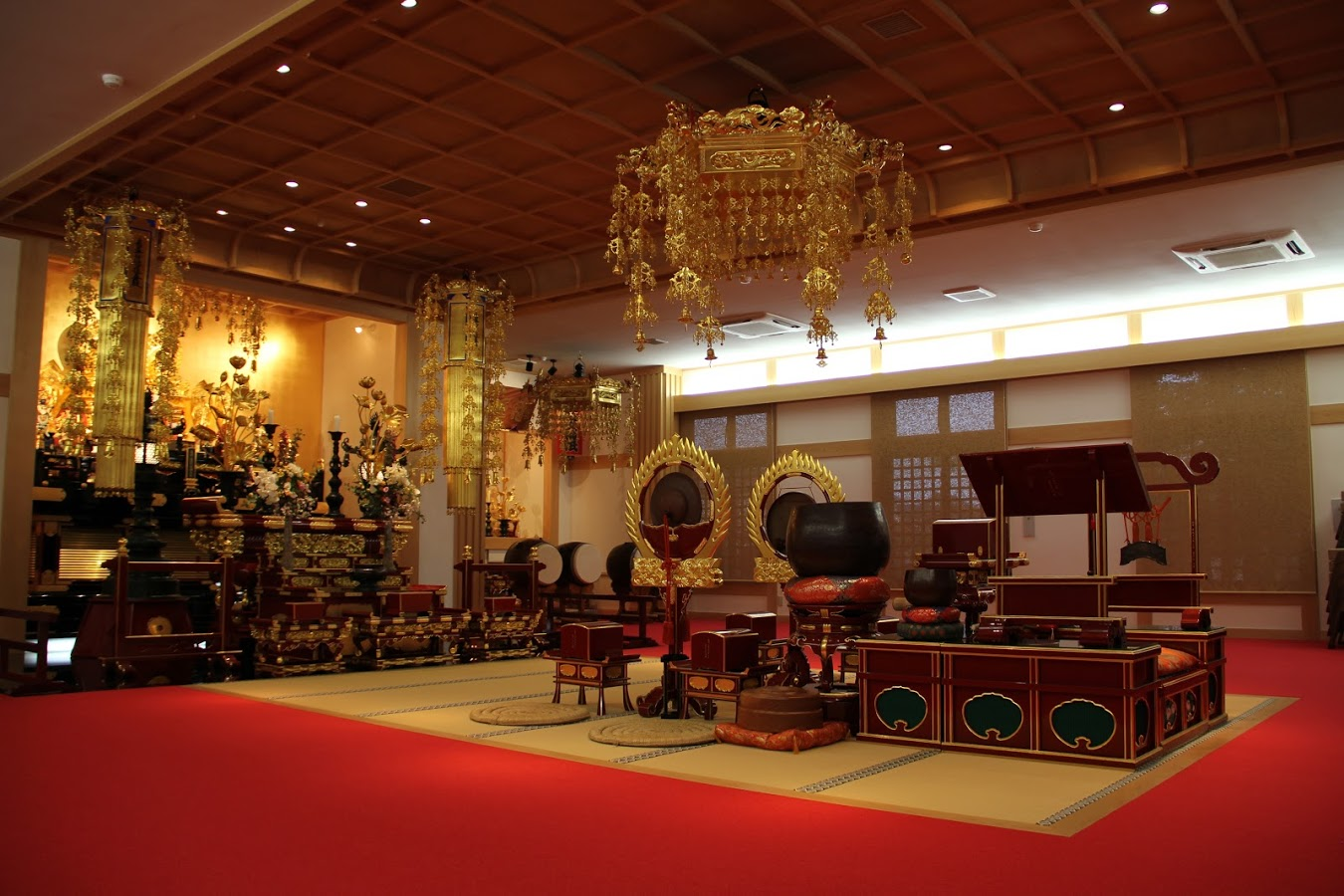
本堂内
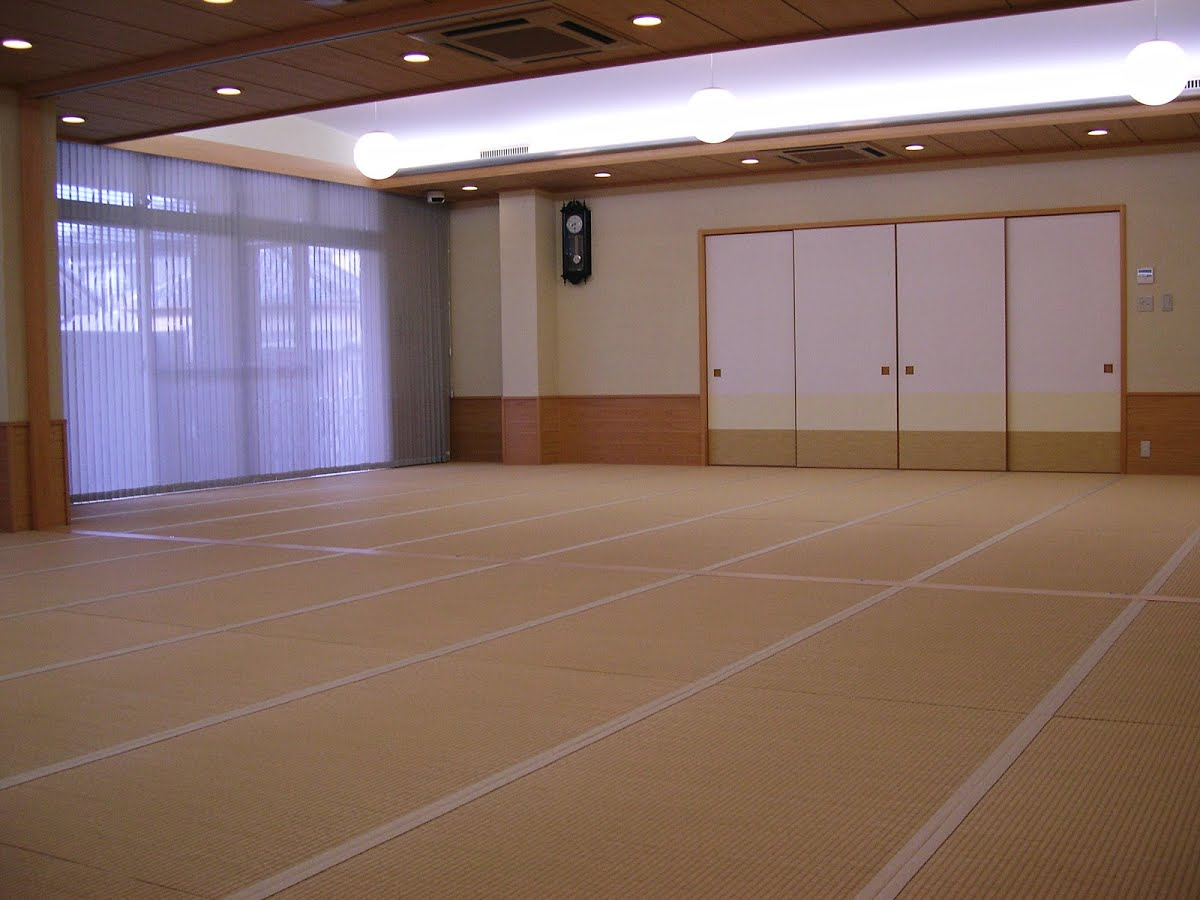
大広間
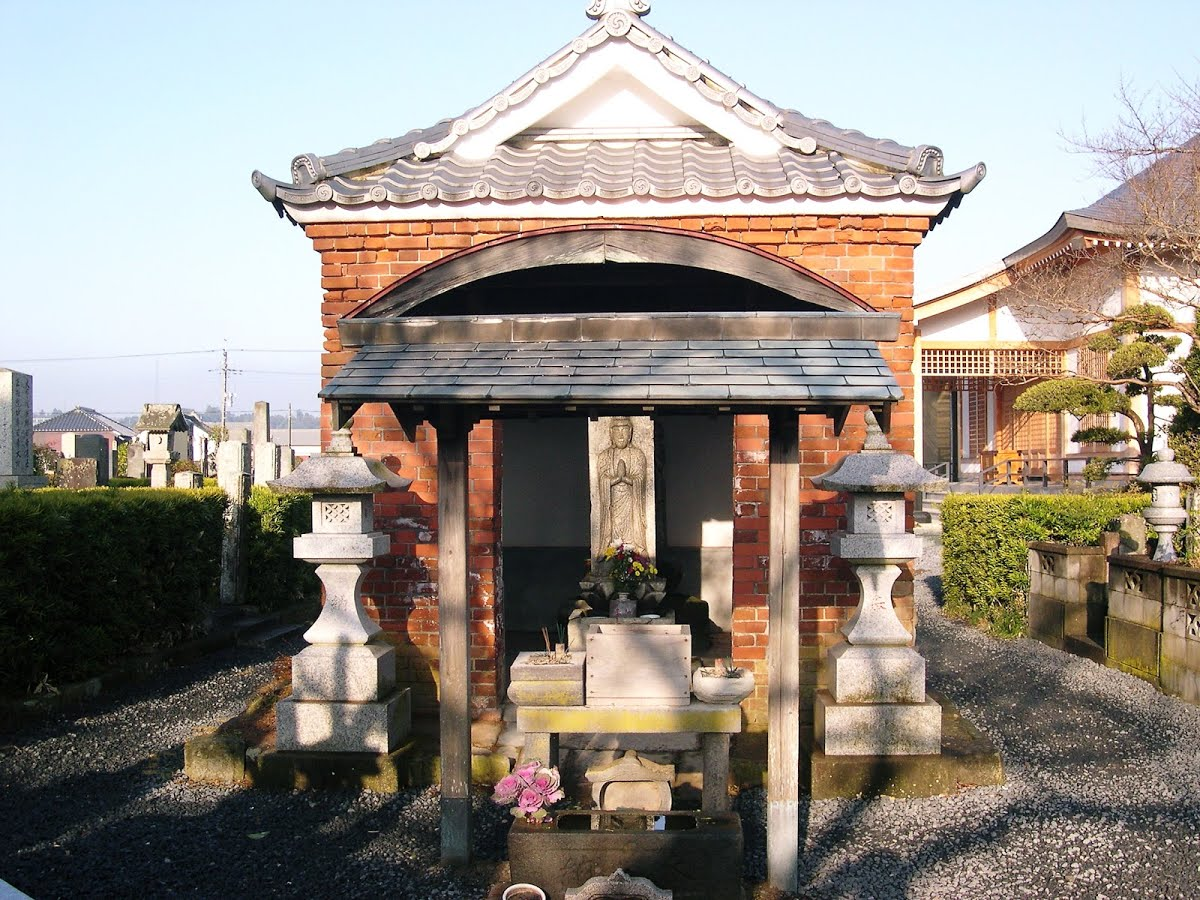
浄行菩薩殿
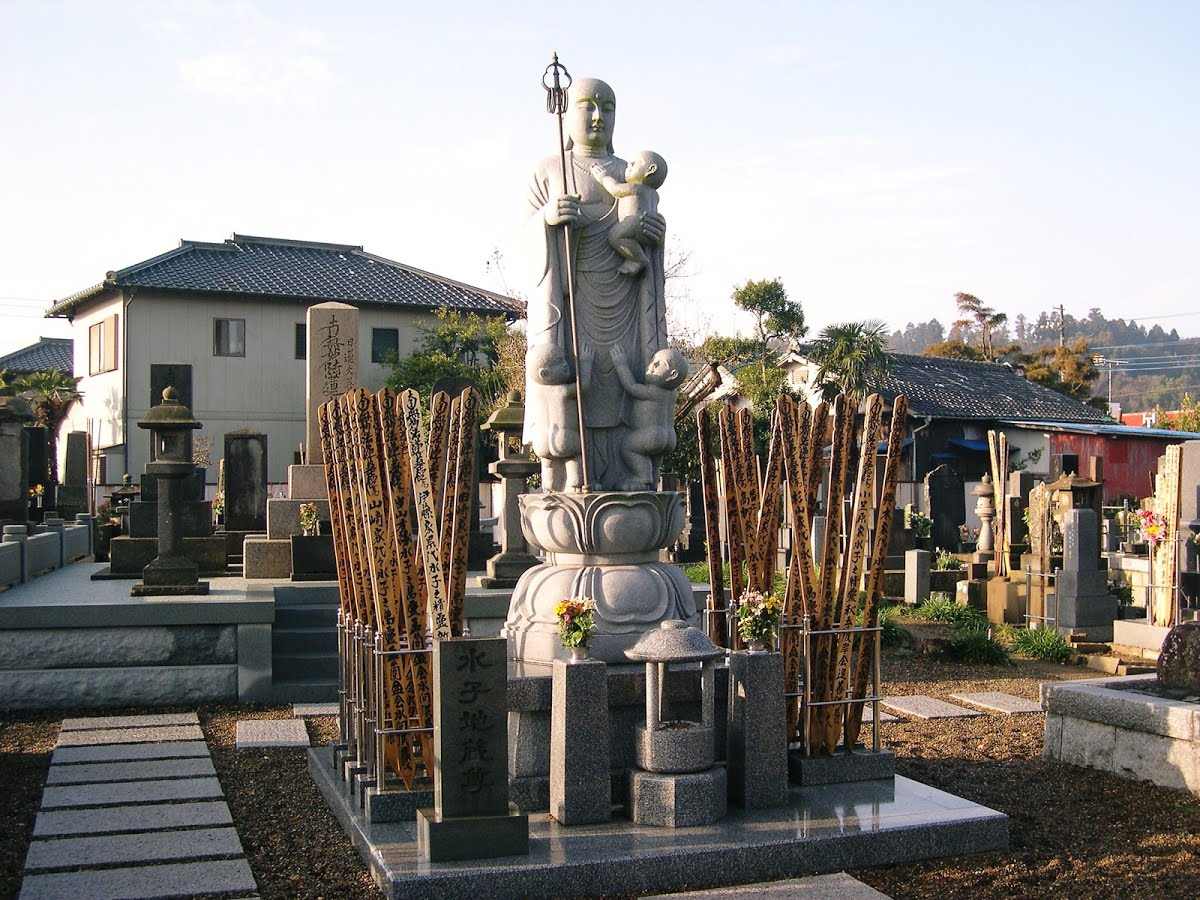
水子地蔵尊
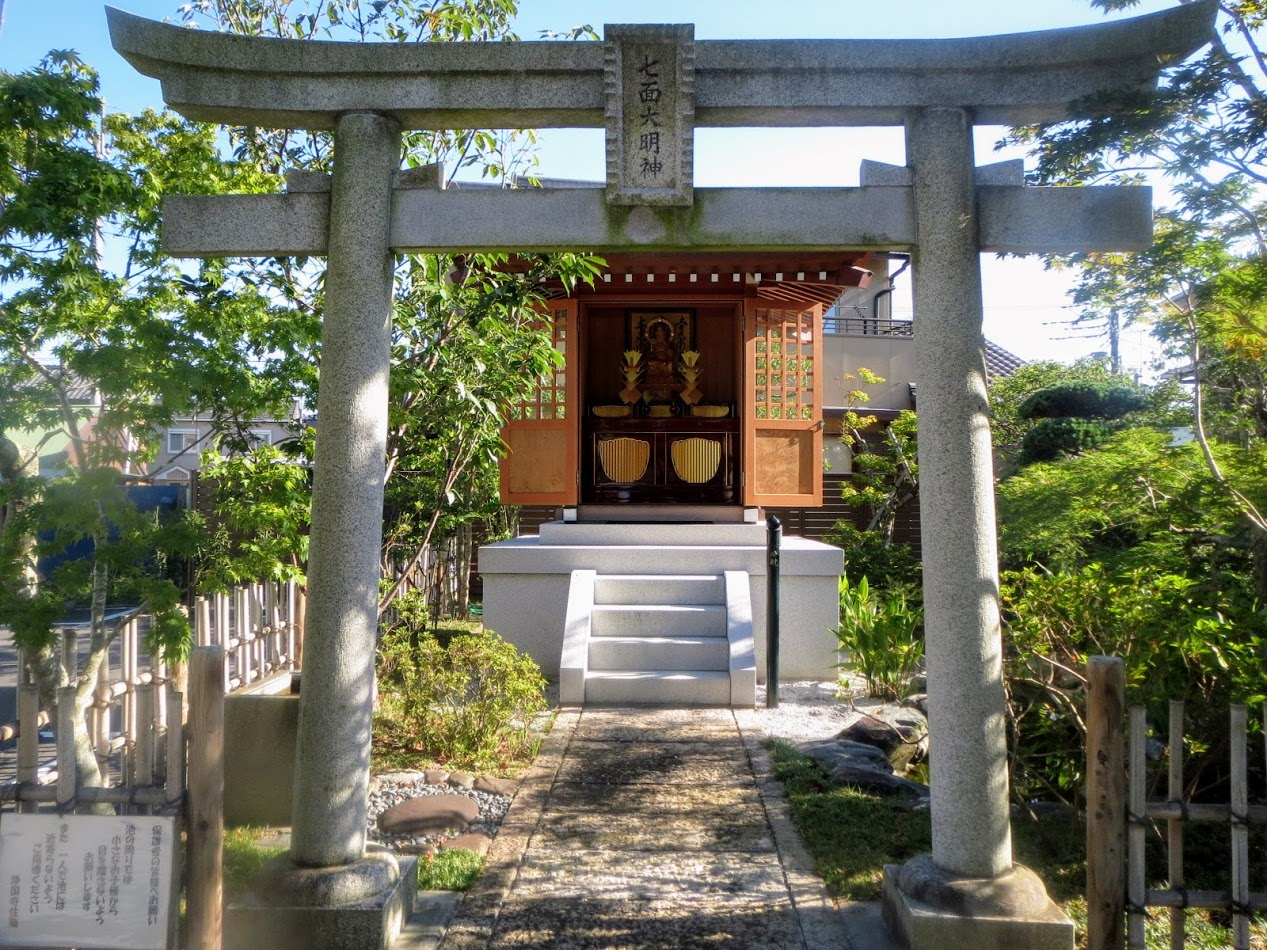
七面大明神堂
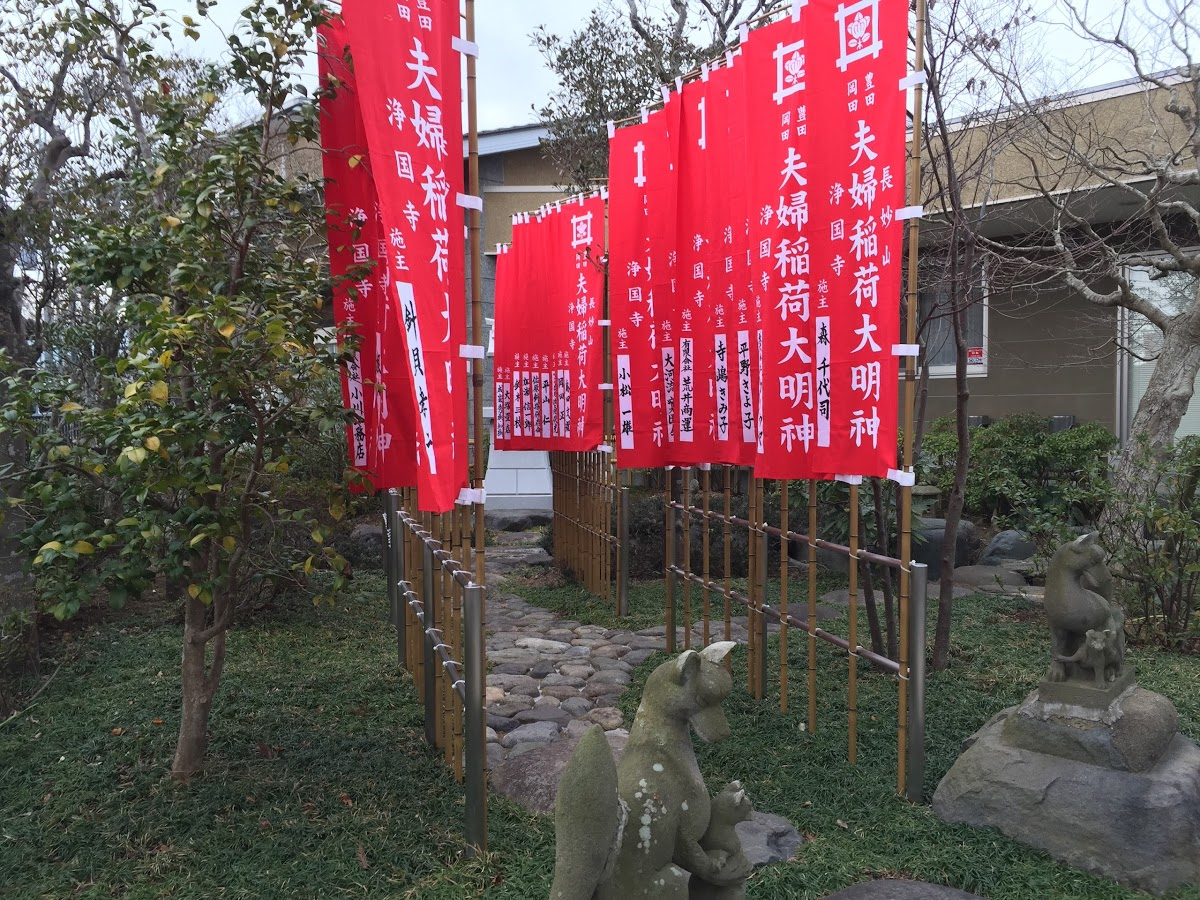
豊田岡田稲荷大明神社
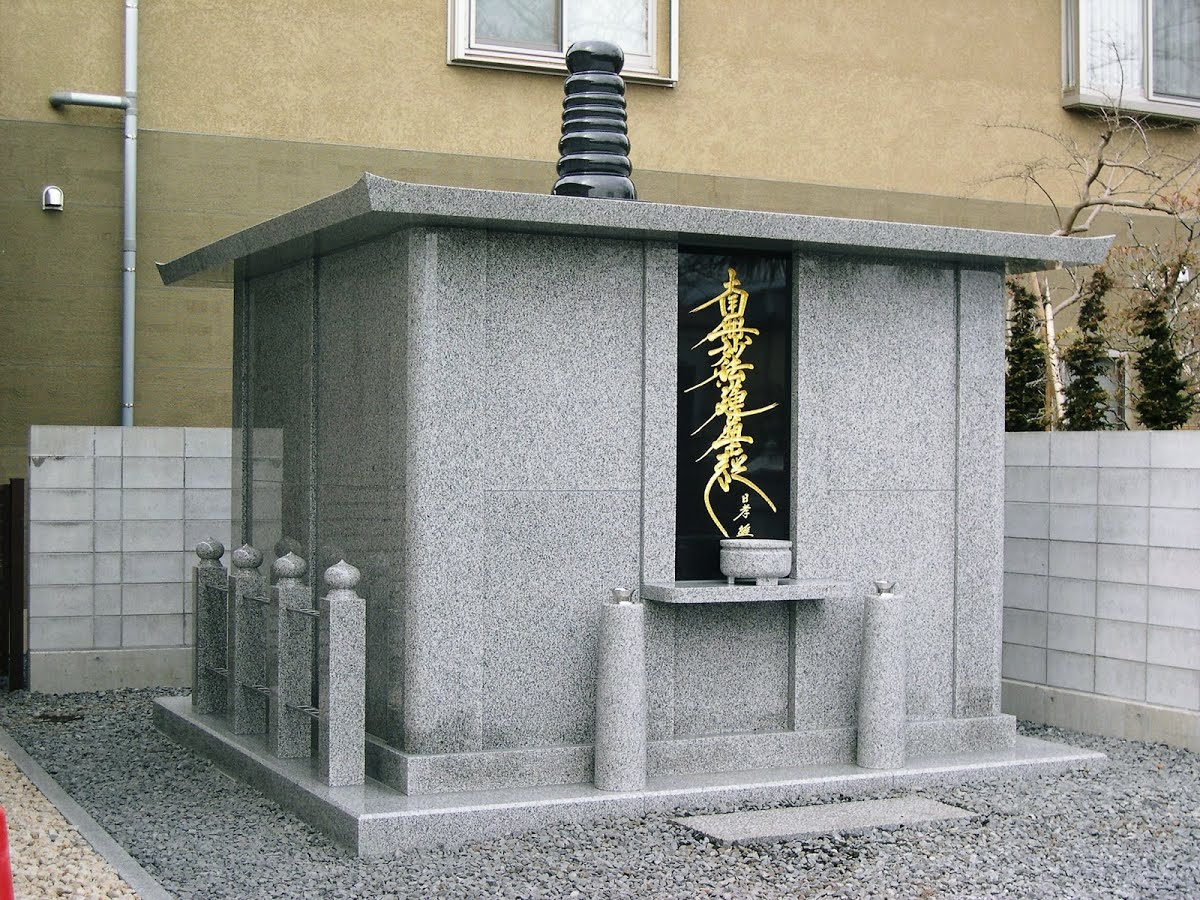
合同供養墓
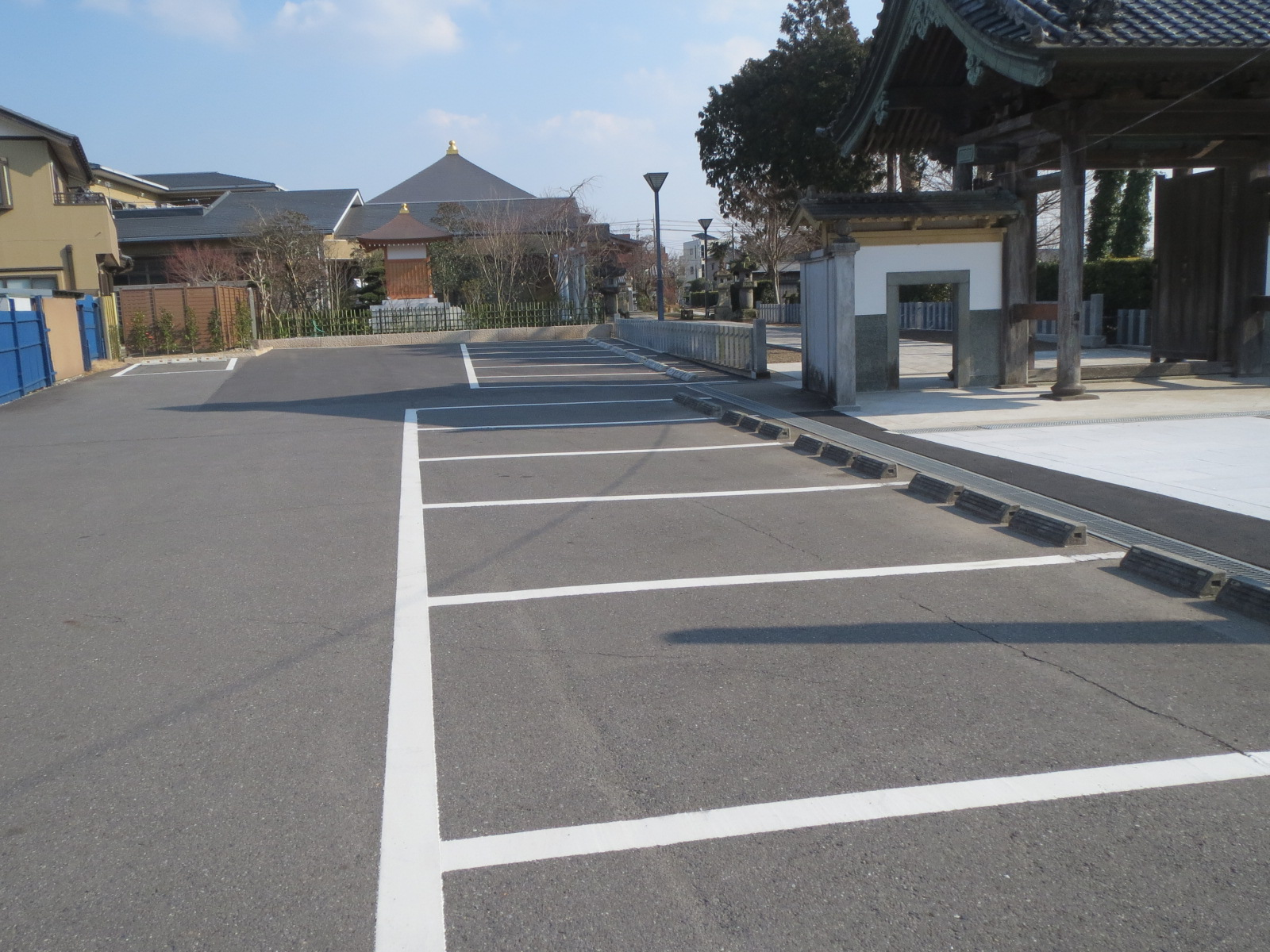
駐車場

## 参考資料
- 日蓮宗寺院大鑑編集委員会『宗祖第七百遠忌記念出版 日蓮宗寺院大鑑』大本山池上本門寺 (1981年)